# Move Your Body
Move Your Body – czwarty singel australijskiej piosenkarki Sii, promujący jej siódmy album studyjny, zatytułowany This Is Acting. Singel został wydany 6 stycznia 2017 roku. Twórcami tekstu utworu są Sia Furler i Greg Kurstin, natomiast jego produkcją zajął się sam Kurstin.
„Move Your Body” jest utrzymany w stylu muzyki electropop. Utwór był notowany na 34. miejscu na liście najlepiej sprzedających się singli w Australii. Początkowo piosenka była przeznaczona dla kolumbijskiej piosenkarki Shakiry, jednak ta odrzuciła utwór.

## Lista utworów
- Digital download[2]

1. „Move Your Body” (Single Mix) – 4:12

## Notowania i certyfikaty
| Lista (2016–17)                               | Najwyższa pozycja |
| --------------------------------------------- | ----------------- |
| Australia (Top 50 Singles)                    | 34                |
| Czechy (Rádio – Top 100)                      | 87                |
| Finlandia (Suomen virallinen lista – Singlet) | 8                 |
| Francja (Top Singles & Titres)                | 62                |
| Hiszpania (PROMUSICAE)                        | 96                |
| Irlandia (Singles Chart)                      | 19                |
| Kanada (Billboard Canadian Hot 100)           | 82                |
| Norwegia (VG-Lista)                           | 3                 |
| Nowa Zelandia (RMNZ Heatseekers)              | 2                 |
| Polska (AirPlay – Top)                        | 2                 |
| Stany Zjednoczone (Hot Dance Club Songs)      | 1                 |
| Stany Zjednoczone (Dance/Mix Show Airplay)    | 24                |
| Szwecja (Sverigetopplistan)                   | 57                |
| Węgry (Single (track) Top 40 lista)           | 33                |
| Wielka Brytania (UK Singles Chart)            | 59                |
| Włochy (FIMI)                                 | 90                |

| Lista (2017)                             | Najwyższa pozycja |
| ---------------------------------------- | ----------------- |
| Polska (ZPAV)                            | 14                |
| Stany Zjednoczone (Hot Dance Club Songs) | 7                 |

| Państwo               | Status             |
| --------------------- | ------------------ |
| Francja (SNEP)        | złota płyta        |
| Polska (ZPAV)         | 2x platynowa płyta |
| Szwecja (GLF)         | złota płyta        |
| Wielka Brytania (BPI) | srebrna płyta      |
| Włochy (FIMI)         | złota płyta        |

## Historia wydania
| Region | Data            | Format           | Wytwórnia                   | Źródło |
| ------ | --------------- | ---------------- | --------------------------- | ------ |
| Świat  | 6 stycznia 2017 | Digital download | Inertia, Monkey Puzzle, RCA | [ 2 ]  |